# Cratena
Cratena is een geslacht van weekdieren uit de klasse van de Gastropoda (slakken).

## Soorten
- Cratena affinis (Baba, 1949)
- Cratena capensis Barnard, 1927
- Cratena lineata (Eliot, 1905)
- Cratena minor Padula, Araújo, Matthews-Cascon & Schrödl, 2014
- Cratena peregrina (Gmelin, 1791)
- Cratena pilata (Gould, 1870)
- Cratena scintilla Ortea & Moro, 1998
- Cratena simba Edmunds, 1970
- Cratena tema Edmunds, 2015